# Milesina whitei
Milesina whitei är en svampart som först beskrevs av Faull, och fick sitt nu gällande namn av Hirats. 1936. Milesina whitei ingår i släktet Milesina och familjen Pucciniastraceae.   Inga underarter finns listade i Catalogue of Life.